# 838 a.C.

## Eventos
- Pelos cálculos de Newton, por volta desta época reinou o faraó Quéops, que construiu a maior de todas as pirâmides e proibiu a adoração aos reis anteriores, querendo que apenas ele fosse adorado[1]